# Nupserha malaisei
Nupserha malaisei là một loài bọ cánh cứng trong họ Cerambycidae.